# Palacio de El Castañar
El palacio de El Castañar está situado en la finca El Castañar, en el término municipal de Mazarambroz (provincia de Toledo, España). Es de propiedad privada y actualmente pertenece al conde de Mayalde. La construcción del palacio fue iniciada en 1904, y concluida en 1909, por el arquitecto Saldaña, que se inspiró para ello en un castillo escocés (Abbotsford House), propiedad del escritor Sir Walter Scott. El Palacio es Bien de Interés Cultural.
El palacio está integrado en la falda de los Montes de Toledo en un paraje boscoso, de encinas, pinos piñoneros, plátanos y cipreses, y cuenta con dos grandes jardines; uno, frente a la fachada principal, de estilo afrancesado, y otro, frente a la fachada sur, de influencia italiana.

## Descripción

### Edificio principal

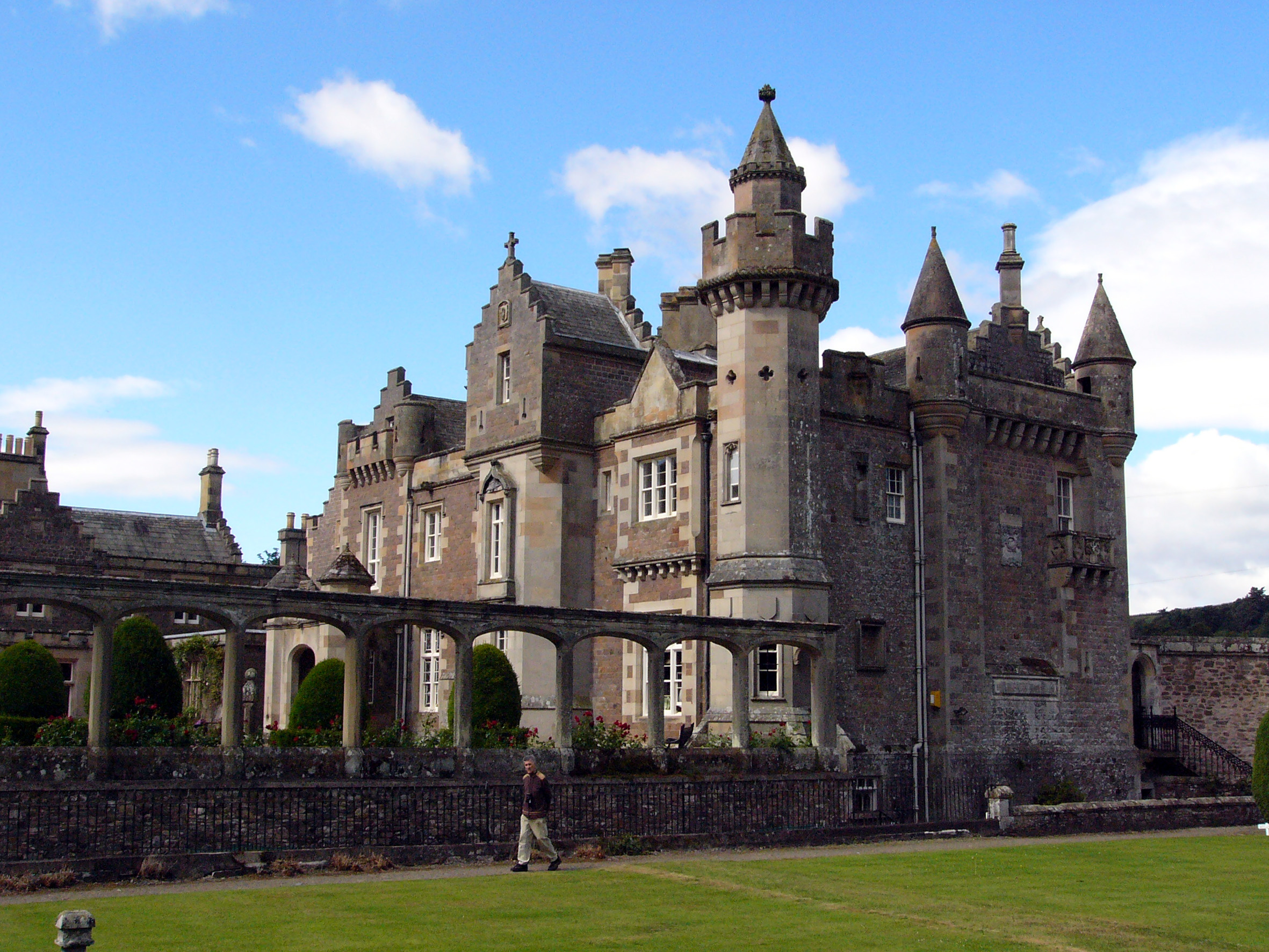
Abbotsford House, casa privada escocesa que sirvió de inspiración para la construcción del Palacio de El Castañar

El edificio se puede enmarcar arquitectónicamente dentro de un estilo ecléctico, de corte historicista. Consta de tres alturas; la fábrica es de piedra, con sillar regular, y presenta grandes huecos o ventanales; y las cubiertas son de pizarra, con una inclinación muy acusada. 
La fachada principal, orientada al norte, se compone de diversos módulos, que producen una gran riqueza de luces y sombras. El acceso se sitúa en el cuerpo central, formado por un arco de medio punto, moldurado por baguetones y arquivoltas. En su parte superior se sitúa una gran balconada. A la derecha del acceso se encuentra un torreón ochavado, que tiene huecos verticales, con decoración de escudos y óculos crucíferos, y está rematado por merlones, soportados por modillones. Sobre la terraza de su cubierta se sitúa una pequeña torre poligonal, rematada por merlones y chapitel de pizarra. En ambos extremos de la fachada se localizan dos cuerpos rematados con testero escalonado. 
La fachada sur tiene un esquema constructivo más armónico y homogéneo que la norte, formado principalmente por tres cuerpos, uno central y dos laterales. El central se divide en dos plantas, la planta inferior, con sección semicircular, avanza hacia el jardín, y la planta superior queda conformada por una gran terraza, y rematada por frontón. 
Los dos cuerpos laterales son asimétricos. El de la derecha se configura a modo de torreón cuadrangular, flanqueado por cuatro garitones con chapitel, y torrecilla en su cuerpo superior con mansardas. El cuerpo de la izquierda es similar a los laterales de la fachada principal, con testero escalonado. 

### Jardines
El edificio se encuentra enmarcado por dos jardines. El primer jardín, situado en la zona de acceso al palacio, frente a la fachada principal, es de trazado longitudinal, con elementos arbustivos geométricos, mobiliario que recuerda a la «Belle Epoque», esculturas, jarrones, maceteros, etcétera. El jardín situado frente a la fachada sur tiene un diseño más mediterráneo; en él se introducen elementos nuevos, como fuentes y estanques. En las inmediaciones, y formando parte del entorno del palacio, se sitúan otros elementos constructivos como la Casa de Rojas y la capilla. La Casa de Rojas está integrada en diversas construcciones de uso agrícola, ganadero e industrial, estructuradas en torno a varios patios, donde también se encuentran las viviendas de los colonos y empleados. Esta construcción, la más antigua de las que se conservan, constituyó la primitiva residencia de los propietarios de la finca. 
La capilla es de estilo historicista, y fue construida en el último cuarto de siglo XIX. Consta de una sola nave, con torre campanario, sobre la cubierta de pizarra, cuyos elementos decorativos son los chapiteles y pináculos que circundan la fachada principal. El juego cromático producido por el empleo de ladrillo en paramentos, y piedra en la cornisa y en las pilastras, enriquece el efecto decorativo.

### Finca exterior
El terreno de la finca cubre 6.800 hectáreas y su uso está diversificado en: cultivos de viñedo, olivar, cría de ganado de cerdo ibérico y también se organizan monterías de caza por su terreno de encinar silvestre. El Rey Juan Carlos I mató su primer jabalí en esta finca en 1949.
El territorio goza de una gran biodiversidad, con grandes mamíferos como el ciervo, el corzo, el jabalí o el muflón, llegando a existir poblaciones de especies amenazadas como el lince ibérico y el águila imperial ibérica, gracias al proyecto Life de conservación de la naturaleza. La zona, además, forma parte de la Red Natura 2000.